# Педини-Анджелини, Мария Леа
Мария Леа Педини-Анджелини (итал. Maria Lea Pedini-Angelini; род. 15 июля 1954, Сан-Марино) — капитан-регент Сан-Марино (совместно с Гастоне Пазолини) с 1 апреля по 1 октября 1981 года. Первая женщина, возглавившая Сан-Марино, а также одна из самых молодых капитанов-регентов (26 лет на момент вступления в должность). Позже она занимала пост Директора Министерства Правительства и Иностранных дел. Также Мария была послом во Франции, Дании, Швеции, Норвегии и Венгрии.

## Интересные факты
- Мария Леа Педини-Анджелини — самая молодая не коронованная руководитель (среди женщин) государства в мире.
- Мария Леа Педини-Анджелини — первая женщина-руководитель своего государства.
- Мария Леа Педини-Анджелини — самая молодая руководитель своего государства за всё время его существования.
- Мария Леа Педини-Анджелини — одна из самых молодых не коронованных руководителей в мире; четвёртая в момент правления и пятая на сегодняшний день.